# Международна олимпиада по химия
Международната олимпиада по химия (IChO) е ежегодно състезание по химия за ученици от средните училища. Тя е една от международните научни олимпиади. Състезанието се провежда ежегодно от 1968 г. насам, с ротиращи се страни домакини, обикновено в началото на месец юли. Държавите изпращат национални отбори от четирима ученици, придружавани от двама научни ръководители. Самото състезание се състои от теоретична и практическа част в два състезателни дни.

## История на Международната олимпиада
Идеята за учредяване на Международна олимпиада по химия – МОХ по пример на тези по математика и по физика, се заражда, когато на националния кръг по дисциплината в Чехословакия са поканени наблюдатели от Унгария и Полша. Трите държави основават МОХ още същата година, и престижното състезание се провежда ежегодно от 1968 г. (с изключение на 1971 г.).
Първото издание на Международната олимпиада по химия се провежда от 18 до 21 юни 1968 г. в град Прага. Всеки национален отбор се състои от шестима ученици. Те трябва да решават по четири теоретични задачи.
Целта на новото състезание е сближаване на държавите от Източния блок на отвъддържавно ниво, следователно и през първите години, в които се провежда състезанието, делегациите отново са на СССР, България, Унгария, Полша. България се явява за първи път през 1969 г. в Полша. Тогава вече отборите се състоят от петима ученици.
През следващата, 1970 г., основателите решават да поканят още държави участнички, а съставът на отборите да се състои от четирима ученици.
През следващите години ЮНЕСКО оказва морална подкрепа за провеждането на IChO. Град Линц, Австрия, е първият град извън бившите социалистически държави, където се провежда олимпиада по химия през 1980 г. Броят на участващите държави е 13.